# Уилламетт (метеорит)
Уилла́метт (англ. Willamette) — железно-никелевый метеорит. Является самым большим метеоритом из когда-либо найденных на территории Соединённых Штатов Америки, а также шестым по величине метеоритом в мире. Обнаружен в штате Орегон.
Метеорит весит более 15,5 тонн и размером с малолитражный автомобиль. Несколько частей от него были отколоты.

## История
Метеорит упал на Землю около 13 тысяч лет назад. На месте обнаружения метеорита ударный кратер найден не был (предполагается, что он находится на территории Канады).

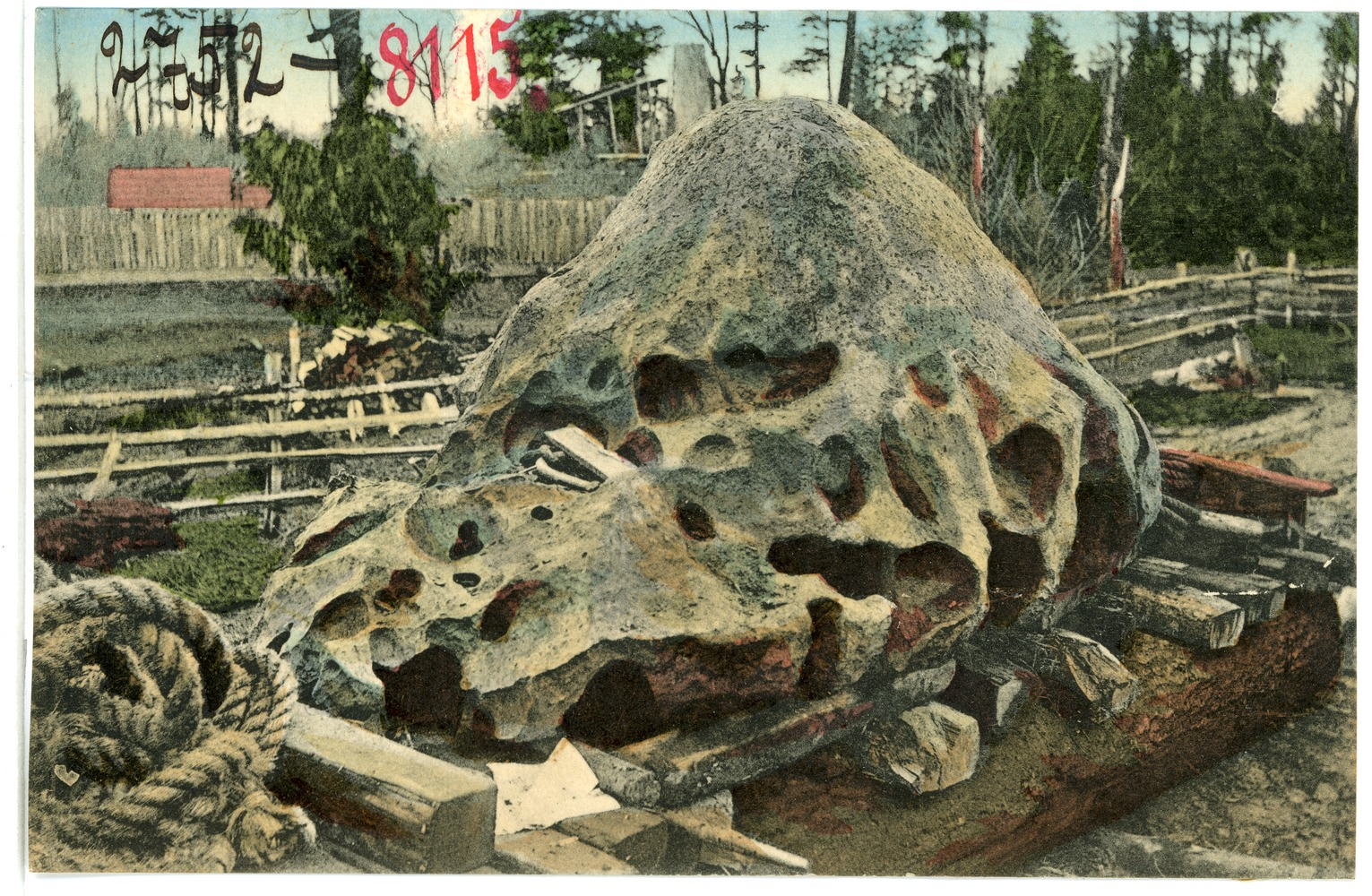
Метеорит Уилламетт, 1906 год

Метеорит был обнаружен индейцами, которые перенесли его в долину Уилламетт штата Орегон в район около современного города Вест Линн (West Linn). Индейцы поклонялись камню, называя его «гость с Луны». Дождевую воду из углублений метеорита применяли для лечения болезней. Когда пришли европейские колонизаторы, эти индейские земли, на которой находился метеорит, стала принадлежать Орегонской сталелитейной компании.
В 1902 году эмигрант из Уэльса шахтёр Эллис Хьюз обнаружил метеорит. Чтобы завладеть им, Хьюз тайно передвинул метеорит на свою собственную землю, что потребовало около трёх месяцев тяжёлой работы. Затем сообщил о своём праве на находку и стал брать с посетителей по 25 центов за её осмотр. Однако перемещение метеорита было быстро выявлено, и право на метеорит получила Орегонская сталелитейная компания.

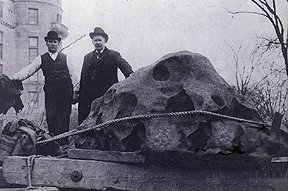
Транспортировка Уилламетта

В 1905 году метеорит был выкуплен миссис Уильям Е. Додж за 26 тысяч долларов и в 1906 году подарен Американскому музею естественной истории в Нью-Йорке, где он и сейчас выставлен для осмотра посетителями.
После того как метеорит был передан в Американский музей естественной истории, индейцы штата Орегон потребовали, чтобы метеорит был им возвращён, так как он много веков являлся предметом их религиозного культа и необходим для проведения ежегодной церемонии. Однако к тому времени здание музея было уже выстроено вокруг метеорита и вывезти его из музея оказалось невозможным, не разрушив стен. Между музеем и индейским племенем 22 июня 2000 года было заключено соглашение, по которому раз в год членам племени разрешено устраивать свою церемонию вокруг метеорита, но сам метеорит при этом продолжает оставаться в Нью-Йорке в здании музея.
В 2011 году на онлайн-аукционе в Далласе часть метеорита Уилламет, отколотая по решению куратора музея, выставлялась на продажу с начальной ценой $750 тыс..